# 克里斯蒂安·莫利納羅
克里斯蒂安·莫利納羅（義大利語：Cristian Molinaro，1983年7月30日—）是一位意大利足球運動員，在場上主要司職左後衛，目前他效力於意甲球隊弗罗西诺内。

## 生平
莫利納羅最初效力於沙勒尼塔納俱樂部，在2005年降級後，他轉會到了尤文圖斯，隨即被尤文圖斯租借到了錫耶納。在2007年，他回到了尤文圖斯。2010年德甲史特加以先租後買羅致莫利納羅。

## 外部連結
- Gazzetta dello Sports player profile （意大利文）